# Lijst van nummer 1-albums in de Nederlandse Album Top 100 in 1982
Onderstaande albums stonden in 1982 op nummer 1 in de Nationale Hitparade LP Top 50, de voorloper van de huidige Nederlandse Album Top 100. Wekelijks verzamelde bureau Intomart gegevens voor het samenstellen van de lijst onder auspiciën van Buma/Stemra.
| Nummer | Datum        | Artiest                           | Titel                                | Opmerking     |
| ------ | ------------ | --------------------------------- | ------------------------------------ | ------------- |
| 160    | 2 januari    | BZN                               | We wish you a merry Christmas        |               |
|        | 9 januari    | BZN                               | We wish you a merry Christmas        |               |
| 161    | 16 januari   | Stanvaste Singers                 | Oh happy day                         |               |
|        | 23 januari   | Stanvaste Singers                 | Oh happy day                         |               |
| 153    | 30 januari   | André Hazes                       | Gewoon André                         |               |
| 162    | 6 februari   | Diverse artiesten                 | De daverende dertien carnaval (1982) | Verzamelalbum |
|        | 13 februari  | Diverse artiesten                 | De daverende dertien carnaval (1982) | Verzamelalbum |
|        | 20 februari  | Diverse artiesten                 | De daverende dertien carnaval (1982) | Verzamelalbum |
|        | 27 februari  | Diverse artiesten                 | De daverende dertien carnaval (1982) | Verzamelalbum |
| 163    | 6 maart      | Orchestral Manoeuvres in the Dark | Architecture and morality            |               |
|        | 13 maart     | Orchestral Manoeuvres in the Dark | Architecture and morality            |               |
|        | 20 maart     | Orchestral Manoeuvres in the Dark | Architecture and morality            |               |
|        | 27 maart     | Orchestral Manoeuvres in the Dark | Architecture and morality            |               |
|        | 3 april      | Orchestral Manoeuvres in the Dark | Architecture and morality            |               |
| 164    | 10 april     | Simon & Garfunkel                 | The concert in Central Park          | Livealbum     |
|        | 17 april     | Simon & Garfunkel                 | The concert in Central Park          | Livealbum     |
|        | 24 april     | Simon & Garfunkel                 | The concert in Central Park          | Livealbum     |
|        | 1 mei        | Simon & Garfunkel                 | The concert in Central Park          | Livealbum     |
|        | 8 mei        | Simon & Garfunkel                 | The concert in Central Park          | Livealbum     |
| 165    | 15 mei       | Paul McCartney                    | Tug of war                           |               |
| 166    | 22 mei       | Queen                             | Hot space                            |               |
| 167    | 29 mei       | Kim Wilde                         | Select                               |               |
| 164    | 5 juni       | Simon & Garfunkel                 | The concert in Central Park          | Livealbum     |
| 168    | 12 juni      | Roxy Music                        | Avalon                               |               |
| 169    | 19 juni      | The Rolling Stones                | Still life (American concert 1981)   | Livealbum     |
|        | 26 juni      | The Rolling Stones                | Still life (American concert 1981)   | Livealbum     |
|        | 3 juli       | The Rolling Stones                | Still life (American concert 1981)   | Livealbum     |
| 164    | 10 juli      | Simon & Garfunkel                 | The concert in Central Park          | Livealbum     |
|        | 17 juli      | Simon & Garfunkel                 | The concert in Central Park          | Livealbum     |
|        | 24 juli      | Simon & Garfunkel                 | The concert in Central Park          | Livealbum     |
|        | 31 juli      | Simon & Garfunkel                 | The concert in Central Park          | Livealbum     |
|        | 7 augustus   | Simon & Garfunkel                 | The concert in Central Park          | Livealbum     |
|        | 14 augustus  | Simon & Garfunkel                 | The concert in Central Park          | Livealbum     |
|        | 21 augustus  | Simon & Garfunkel                 | The concert in Central Park          | Livealbum     |
|        | 28 augustus  | Simon & Garfunkel                 | The concert in Central Park          | Livealbum     |
|        | 4 september  | Simon & Garfunkel                 | The concert in Central Park          | Livealbum     |
| 170    | 11 september | Toto                              | Toto IV                              |               |
| 164    | 18 september | Simon & Garfunkel                 | The concert in Central Park          | Livealbum     |
| 171    | 25 september | Golden Earring                    | Cut                                  |               |
| 172    | 2 oktober    | Dire Straits                      | Love over gold                       |               |
|        | 9 oktober    | Dire Straits                      | Love over gold                       |               |
|        | 16 oktober   | Dire Straits                      | Love over gold                       |               |
|        | 23 oktober   | Dire Straits                      | Love over gold                       |               |
|        | 30 oktober   | Dire Straits                      | Love over gold                       |               |
|        | 6 november   | Dire Straits                      | Love over gold                       |               |
| 173    | 13 november  | Supertramp                        | "... Famous last words ..."          |               |
|        | 20 november  | Supertramp                        | "... Famous last words ..."          |               |
| 174    | 27 november  | Kinderen voor Kinderen            | Kinderen voor Kinderen 3             |               |
|        | 4 december   | Kinderen voor Kinderen            | Kinderen voor Kinderen 3             |               |
|        | 11 december  | Kinderen voor Kinderen            | Kinderen voor Kinderen 3             |               |
| 175    | 18 december  | Doe Maar                          | Skunk                                |               |
| 160    | 25 december  | BZN                               | We wish you a merry Christmas        |               |